# Mikel Landa
Mikel Landa Meana, född den 13 december 1989 i Murgia i Baskien, är en spansk landsvägscyklist. Han blev professionell 2010 och tävlar sedan 2020 för Bahrain-McLaren.

## Meriter
- Giro d'Italia: tredje plats totalt 2015,  segrare i bergspristävlingen 2017, två etappsegrar 2015 och en etappseger 2017.
- Tour de France: fjärde plats totalt 2017, sjunde plats totalt 2018
- Vuelta a España en etappseger 2015
- Baskien runt: andra plats totalt 2018
- Giro del Trentino:  totalsegrare 2016, andra plats  totalt 2015
- Vuelta a Burgos:  totalsegrare 2017